# 奥夫维莱尔
奥夫维莱尔（法語：Offwiller，法語發音：[ɔfvilɛʁ]）是法国下莱茵省的一个市镇，属于阿格诺-维桑堡区。

## 地理
奥夫维莱尔（48°54'37"N, 7°32'35"E）面积15.92 平方千米，位于法国大東部大區下莱茵省，该省份为法国大陆部分最东部的省份，是阿尔萨斯的一部分，今与上莱茵省组成了阿尔萨斯欧洲集体，其南至上莱茵省，西南接孚日省和默尔特-摩泽尔省，西接摩泽尔省，北与德国接壤。
与奥夫维莱尔接壤的市镇（或旧市镇、城区）包括：贝伦塔勒、比绍尔茨、利什滕贝格、米劳森、奥伯布龙、罗特巴克、于尔维莱尔、赞斯维莱。

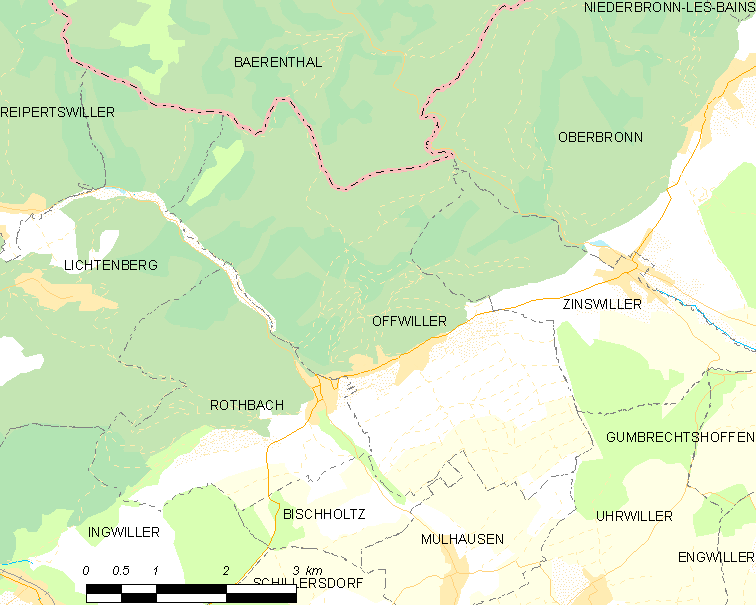
奥夫维莱尔的OSM定位图

奥夫维莱尔的时区为UTC+01:00、UTC+02:00（夏令时）。

## 行政
奥夫维莱尔的邮政编码为67340，INSEE市镇编码为67358。

## 政治
奥夫维莱尔所属的省级选区为賴什索芬縣。

## 人口

1962-2008年间奥夫维莱尔人口变化图示

奥夫维莱尔于2022年1月1日时的人口数量为807人。